# Gomulin
Gomulin – wieś w Polsce położona w województwie łódzkim, w powiecie piotrkowskim, w gminie Wola Krzysztoporska.
W latach 1954–1972 wieś należała i była siedzibą władz gromady Gomulin. W latach 1975–1998 miejscowość administracyjnie należała do województwa piotrkowskiego.

## Historia
Wieś została założona w połowie XV wieku przez ród Gomolińskich. Pierwsza wzmianka w źródłach archiwalnych pochodzi z 1481 roku. Od początku XVI wieku występują dwie wersje językowe nazwy wsi: Gomolyn oraz Gomolin. Nazwa Gomolyn była używana do końca XVI wieku, a najpopularniejszą formą językową do końca XIX wieku zostaje Gomolin. W XX wieku nawet w dokumentach urzędowych funkcjonuje kilka form nazwy miejscowości Gumolin, Gomólin, Gomolin. Dopiero po 1945 roku wieś występuje pod obecną nazwą.
W 1550 roku w czasie sejmu w Piotrkowie, na którym to radzono o małżeństwie Zygmunta Augusta z Barbarą Radziwiłłówną, w Gomulinie mieszkała królowa Bona Sforza. Królowa zamieszkała w szlacheckim dworze oryginalnej budowy z dwoma bocznymi pawilonami. Dwór ten zaledwie mógł pomieścić otoczenie królowej stanowiące niejako stronnictwo opozycyjne przeciwko zamiarom młodego Zygmunta. Pewnym jest, że wraz z Boną w Gomulinie przebywali: wojewoda krakowski Piotr Kmita Sobieński, biskup krakowski Piotr Gamrat, prymas Mikołaj Dzierzgowski, wojewoda poznański Łukasz z Górki oraz wielu innych stronników królowej. Przy Bonie były również jej trzy córki Zofia, Anna i Katarzyna. Z zachowanych dokumentów wiadomo, że w tym czasie do Gomulina przybył do swej matki król Zygmunt August, który na prośbę dziedziców gomulińskich nadał osadzie Gomulin herb. Sama zaś Bona dla Gomulina zostawiła niezwykle cenną pamiątkę, tj. relikwię św. Mikołaja Bp., którą przywiozła z rodzinnego miasta Bari w Italii.
Relikwie św. Mikołaja Bp. przechowywano w gomulińskim dworze do 1619 roku, kiedy to ówczesny dziedzic Gomulina, podstoli gostyński Michał Mikołaj Tarnowski herbu Jelita i jego żona Katarzyna z Koniecpolskich przenieśli do Gomulina z Koniecpola nad Pilicą stojący tam drewniany kościół i postawili go na końcu parku dworskiego obok kilkusetletniego wiązu (drzewo to rosło do 1987 roku). W tym to kościele umieszczono relikwię św. Mikołaja, który stał się patronem świątyni. Była ona zbudowana z drzewa modrzewiowego, na zrąb, jednonawowa, z węższym od nawy prezbiterium zamkniętym poligonalnie. Budynek pokryty był dwuspadowym dachem, poszytym słomą, z wieżyczką na sygnaturkę na dachu nawy. Obok kościoła stanęła dzwonnica zbudowana na słup i oszalowana deskami, kryta wysokim słomianym dachem. W tym samym 1619 roku kościół został kanonicznie erygowany przez Wawrzyńca Gembickiego, arcybiskupa gnieźnieńskiego, jako filialny piotrkowskiej fary. Parafia została erygowana 7 kwietnia 1631 roku przez arcybiskupa gnieźnieńskiego Jana Wężyka. Konsekracji w dniu 29 czerwca 1631 roku dokonał biskup sufragan płocki Stanisław Starczewski pod tytułem Narodzenia Najświętszej Maryi Panny, św. Mikołaja biskupa, św. Michała Archanioła i św. Katarzyny.
Kościół ten z biegiem czasu uległ zniszczeniu tak, iż w latach 1823–1866 był całkowicie zamknięty, a nabożeństwa odprawiane były w zakrystii. W 1870 roku paulin Bazyli Nowicki pełniący obowiązki proboszcza w Gomulinie rozpoczął starania o budowę nowej świątyni. Były to jednak czasy zaborów, a w zaborze rosyjskim katolikom nie wolno było budować kościołów. Ksiądz Nowicki udał się więc do gubernatora w Piotrkowie i oznajmił, że parafianie z Gomulina pragną wybudować świątynię na cześć cara Mikołaja. W tej sytuacji gubernator nie mógł odmówić. I tak wkrótce stary kościół rozebrano i przystąpiono do gromadzenia potrzebnych do budowy funduszy i materiałów. W 1871 roku odbyło się poświęcenie fundamentów pod nowy, obecny kościół przez księdza Jana Jakubowskiego, miejscowego dziekana, a w dniu 5 września 1872 roku poświęcony został kamień węgielny przez ks. kanonika  Jana Wojciechowskiego, proboszcza parafii Pajęczno. Kościół wybudowano według projektu Symforiana Szpadkowskiego, kosztem parafian zaledwie trzech wsi: Gomulina, Cisowej i Zaborowa oraz z dobrowolnych składek okolicznych włościan i dworów szlacheckich. Budowę ukończono w 1874 roku i w tymże roku kościół został poświęcony przez ks. dziekana Jana Jakubowskiego. Konsekracji zaś dokonał Tomasz Kuliński, biskup satalański, administrator i wikariusz apostolski diecezji kieleckiej. Do nowej świątyni ze starego kościoła przeniesiono wiele sprzętów, w tym dwa ołtarze z nastawami rokokowymi. Kościół ten stoi do dziś, jest on murowany, również jednonawowy z prezbiterium zamkniętym półkoliście, z wieżą na południe. Podczas I wojny światowej, w wyniku działań artylerii austro-węgierskiej, kościół został poważnie zniszczony przez pocisk (w 1917 roku poddano go gruntownej odnowie). W czasie trwania I wojny światowej żołnierze austriaccy skradli z kościoła relikwię św. Mikołaja. W roku 2000 ks. dr Piotr Jura (pochodzący z Gomulina) przekazał na ręce ks. prałata Mariana Wiewiórowskiego, proboszcza parafii Gomulin, relikwię św. Mikołaja Bp., którą przywiózł z Bari we Włoszech.
W roku 1827 Gomulin liczył 28 dymów (zagród), 244 mieszkańców. Do 1863 roku był wsią szlachecką, a od tego roku stał się wsią rządową. W 1877  roku zniesiono gminę Gomulin i przeniesiono ją do Szydłowa.
W roku 1862 pod patronatem dziedzica gomulińskiego Wawrzyńca Wiśniewskiego powstaje w Gomulinie szkoła elementarna. W wyniku reformy szkolnictwa przeprowadzonej w Królestwie Polskim właśnie w 1862 roku, powstawały szkoły elementarne. Aktu erygowania jednoklasowych szkół wiejskich w gminie Szydłów we wsiach: Gomulin, Majków Duży, Jarosty i Kamocin dokonano w tym że roku 1862. Wówczas w starej, rozwalającej się owczarni, znajdującej się przy stawie zbierali się chłopcy i dziewczęta z dworu na naukę z elementarza. Sztuki czytania i pisania uczył organista, natomiast ówczesny właściciel Gomulina – Wawrzyniec Wiśniewski dla potrzeb szkoły, do czasu wzniesienia nowego, drewnianego budynku szkolnego (…) udostępnił drewnianą owczarnię i dokonywał  w Warszawie zakupu książek. Była to szkoła z jednym nauczycielem. Uczęszczały do niej dzieci w wieku od 8 lat i jeżeli opanowały przewidziany program, kończyły ją mając 11 – 12 lat. Rok szkolny rozpoczynał się 14 października i kończył 1 czerwca. W praktyce nauczyciel rozpoczynał zajęcia dopiero wtedy, gdy dzieci zaczynały uczęszczać do szkoły, tzn. po zakończeniu robót w polu, z nastaniem przymrozków, a kończył wczesną wiosną, gdy dzieci musiały paść krowy. Uczniowie pomagali w gospodarstwie, dlatego niektórzy chodzili do szkoły zaledwie 3 lub 4 zimy. Koszty utrzymania szkół i nauczyciela spoczywały na mieszkańcach wsi. W przypadku szkoły w Gomulinie w pierwszych dwóch latach jej działalności nauczyciela opłacał dziedzic Wiśniewski (aresztowany w 1864 r.). Następny etap to wydzielenie działki szkolnej z należności serwitutowych uwłaszczonych chłopów i wybudowanie pierwszej szkoły. Nie przetrwała ona jednak długo, gdyż jeszcze przed rokiem 1898 spłonęła w pożarze. W 1898 r. wybudowano nową, drewnianą szkołę, usytuowaną w odległości 5 m od szosy Piotrków – Bełchatów. Budynek przetrwał do 1961 r. W dwudziestoleciu międzywojennym oraz w PRL (do 1967 r.) dzieci uczyły się również w salach wynajmowanych w prywatnych domach np. u Antoniego Jończyka, Józefa Kwapisza, Feliksa Kwapisza - obecnie ul. Prosta i u Andrzeja Dryzka ul.Główna.
W dawnych ,,Księgach głównych” (dzisiejsze księgi ocen), np. z roku szkolnego 1927/28 odnotowano 4 oddziały oraz następujące przedmioty podlegające ocenom: sprawowanie, pilność, religia, język polski, rachunki z geometrią, rysunki, roboty, śpiew, gry i gimnastyka, dla starszych oddziałów ponadto: przyroda, geografia, historia i roboty kobiece. W roku szkolnym 1938/39 – podobne nazwy przedmiotów, ale zamiast gier i gimnastyki - ćwiczenia cielesne. Zasłużeni nauczyciele tamtych lat to: pani Brylska, Henryka Sałkowska oraz wieloletni pedagog- Józef Politański, który pełnił funkcję kierowniczą przez 40 lat. W okresie międzywojennym w bardzo skromnych warunkach uczyło się wielu uczniów. Np. w 1921 r. w jednej, dużej izbie funkcjonowały na dwie zmiany 4 oddziały – łącznie 113 uczniów. W roku szkolnym 1923/24 powstała szkoła 2-klasowa: dużą izbę przedzielono deskami na dwie mniejsze. W roku szkolnym 1925/26 w 3-klasowej Publicznej Szkole Powszechnej funkcjonowało 6 oddziałów. Sześcioklasowa szkoła utrzymała się do 1938 roku. W roku szkolnym 1938/39 klasa VI realizowała program 2-letni – taką szkołę nazywano szkołą II stopnia. Wybuch wojny w 1939 roku i trudne lata okupacji niemieckiej. Rok szkolny rozpoczął się 3. listopada. Bardzo dużym utrudnieniem był brak podręczników oraz opału. Dzieci same przynosiły kawałki drewna i paliły w piecu. W 1940 r. zaczęło wychodzić czasopismo ,,Ster”, które miało wystarczyć za podręcznik do języka polskiego. W roku szkolnym 1944/45 w Publicznej Szkole Powszechnej w Gomulinie pracowało trzech nauczycieli. W następnym roku w sześciu oddziałach uczyło się 220 uczniów. W pierwszych latach po wojnie brakowało podręczników, toteż nauka opierała się na obszernych zapisach w zeszytach. Prowadzono także kursy dla analfabetów. W roku szkolnym 1951/52 wprowadzono klasę VII. Trudne warunki lokalowe wpłynęły na decyzję wybudowania nowej, dużej szkoły, w której pomieściłyby się wszystkie dzieci. Po wielu pracach przygotowawczych, z dużym zaangażowaniem rodziców działka szkolna została objęta planem budowy, a pierwsze prace budowlane rozpoczęto 1 sierpnia 1961 r. Budowa nowej, dziś tzw. ,,starej” szkoły trwała do sierpnia 1962 r. 30 sierpnia 1962 roku nastąpiło uroczyste przekazanie budynku szkoły do użytku. Dzięki pierwszej kronice zaprowadzonej przez Panią Kazimierę Dryżek mamy dziś wyobrażenie o tym, jak kształtowały się losy szkoły, w pewnym stopniu także całej wsi. Dalsze dzieje szkoły są oczywiście bardziej znane – do najważniejszych wydarzeń należy niewątpliwie zaliczyć rozbudowę szkoły w 1998 r. W 1995 r. powołano społeczny komitet rozbudowy gomulińskiej szkoły w składzie : Barbara Kamińska, Leszek Pietras i Marek Czeczotka. Budowa oraz generalny remont ,,starej” części w 1999 r. sfinansowano w całości przez Urzędu Gminy w Woli Krzysztoporskiej -  organ prowadzący szkołę. Kolejna rozbudowa placówki to lata 2009 - 2011.
W roku 1864 za udział w powstaniu władze carskie zesłały dziedzica gomulińskiego Wawrzyńca Wiśniewskiego na Syberię (z zesłania powrócił w 1872 roku), a jego majątek uległ konfiskacie. 
W październiku 1878 roku dziedzic za sumę 70 050 rs. odkupił majątek Gomulin na licytacji. W styczniu 1880 roku Wiśniewski sprzedał Gomulin Aleksandrowi Lisickiemu za kwotę 115 000 rs.. W 1882 roku sytuacja finansowa zmusiła Lisickiego do parcelacji i wyprzedaży majątku. W 1885 roku dziedzic zaciągnął pożyczkę w wysokości 25 000 rs. pod zastaw majątku od barona Adolfa von Krygiera, właściciela Niechcic. 
Dobra Gomulin, mające podległej przestrzeni 44 włóki, składały się z dwóch folwarków, tj. Gomulin i Żądło. Na początku XX wieku dalej prowadzona była parcelacja majątku. W 1910 roku ostatecznie go rozparcelowano, a dotychczasowy właściciel dóbr zamieszkał w Piotrkowie. W wyniku podziału powstały dwie nowe wsie: Praca (1900) i Gomulin-Kolonia (1911). Nabywcą pozostałej części dóbr został w 1910 roku Józef Grabowski, który w 1911 sprzedał dobra Jerzemu Starzyńskiemu za 52 740 rs. W 1913 roku dwór wraz z parkiem i ogrodami zakupiony został za 3 450 rs. przez pochodzącego z Woli Gałeckiej gminy Rusinów Wojciecha Michalskiego (umowę kupna zapisano na jego syna Józefa Michalskiego), który przystosował budynki dworskie do swych potrzeb. Po I wojnie światowej w 1918 roku po gomulińskim dworze nie było już śladu.
Osobliwą budowlą Gomulina–Pracy był wiatrak, który do Gomulina przeniesiono w 1887 roku. Zbudowany był z drzewa sosnowego, należał do ówczesnego dziedzica Gomulina – Lisickiego. W 1904 roku został zakupiony przez Szymona Tośka. Wiatrak był czynny do 1954 roku, kiedy to komunistyczne władze nakazały go zamknąć. Od tej pory budynek systematycznie niszczał. Resztki tej budowli zostały rozebrane w 2000 roku. Pozostały jedynie cztery koła młyńskie, na których wyryta jest data: rok 1819.

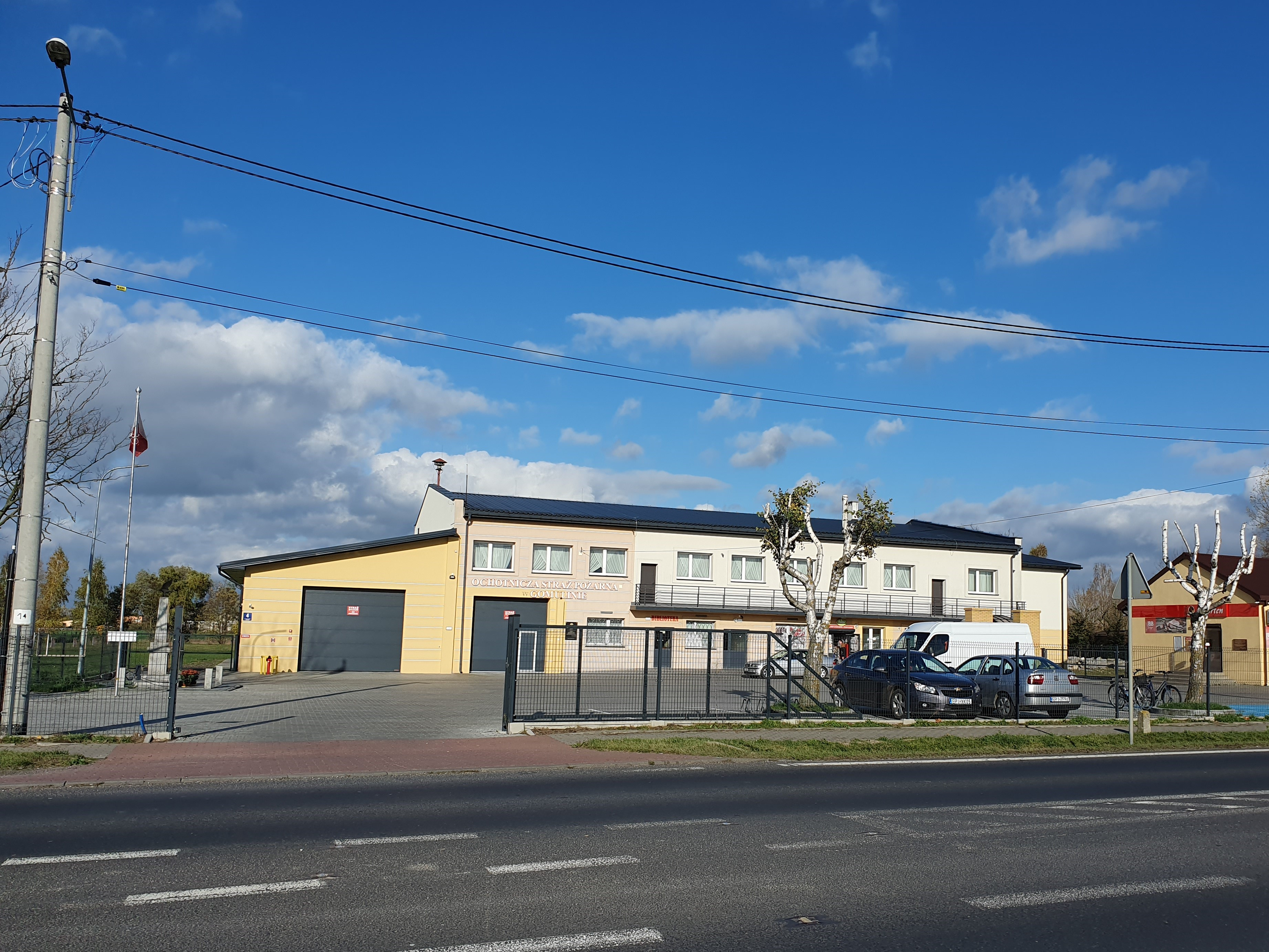
OSP Gomulin

We wrześniu 1939 roku około 40% budynków mieszkalnych Gomulina spłonęło w wyniku działań wojennych. Na cmentarzu w Gomulinie znajduje się zbiorowa mogiła 12 żołnierzy Wojska Polskiego Armii „Prusy”, poległych we wrześniu 1939 roku. W czasie trwania II wojny światowej w Gomulinie w domu Józefa Kwapisza działała tajna organizacja spadochronowa „Michał” kapitana Mikołaja Arciszewskiego, która za pomocą radiostacji nadawała aliantom informacje o ruchach wojsk niemieckich. Po przypadkowym rozpracowaniu przez hitlerowców tej grupy kilku mieszkańców Gomulina zostało zesłanych do obozu koncentracyjnego Auschwitz-Birkenau w Oświęcimiu. Działania tej grupy zostały opisane w książce Jerzego Ziółkowskiego pt. Grupa „Michał” nadaje.
1 września 2011 roku otwarto w Gomulinie gimnazjum. Od 2016 r. placówka nosi imię Jana Pawła II.
11 listopada 2013 roku przed kościołem w Gomulinie uroczyście odsłonięto pomnik upamiętniający Wawrzyńca Wiśniewskiego i powstańców styczniowych z parafii Gomulin. Inicjatorem budowy pomnika był gomuliński społecznik Wojciech Kamiński. Autorem projektu jest Antoni Owczarek, pracownik Muzeum Regionalnego w Bełchatowie, trzytonowy kamień podarował Andrzej Żabicki, tablicę wykonał kamieniarz Zdzisław Elminowski, krzyż z herbem powstańczym wykuł kowal artysta Sylwester Szala. Uroczystego odsłonięcia pomnika dokonał Roman Drozdek, wójt gminy Wola Krzysztoporska, w asyście Tomasza Wiśniewskiego (prawnuka Wawrzyńca Wiśniewskiego) i jego żony Grażyny. Obelisk poświęcił ks. Jan Cholewa, proboszcz parafii Gomulin. Odsłonięcie pomnika poprzedziła akademia o tematyce patriotycznej, którą przygotowali uczniowie gomulińskiego gimnazjum, oraz msza koncelebrowana przez księży Waldemara Kulbata i Jana Cholewę.
Pięć lat później 15 grudnia 2018 r. z inicjatywy Wojciecha Kamińskiego na placu strażackim odsłonięto Pomnik Niepodległości Polski. Monument odsłonili wicemarszałek woj.łódzkiego Zbigniew Ziemba, wójt gminy Wola Krzysztoporska Roman Drozdek, radna gminy Beata Gawryszczak oraz prezes Ochotniczej Straży Pożarnej w Gomulinie Mateusz Maślanka.

## Zabytki Gomulina
- Drewniana kaplica pw. św. Rocha z 1766 roku znajdująca się na cmentarzu grzebalnym w Gomulinie. Jest to najstarszy budynek w gminie Wola Krzysztoporska[14].
- Kościół w Gomulinie pod wezwaniem św. Mikołaja Bp. wybudowany w miejscu starego kościoła w latach 1871–1874 według projektu Symforiana Szpadkowskiego.
- Plebania murowana wybudowana w 1888 roku staraniem ks. Aleksandra Ratyńskiego. Obecnie siedziba Orkiestry Dętej Strażacko–Parafialnej.
- Na cmentarzu grzebalnym parafii Gomulin znajdują się między innymi dwa nagrobki z piaskowca – z 1880 roku Bolesława Trzcińskiego i z 1891 roku Gabrieli Wojciechowskiej.

## Ochotnicza Straż Pożarna Gomulin

### Kalendarium
- Maj 1917 – ks. Roman Borowski założył Ochotniczą Straż Pożarną w Gomulinie.
- 1959 – OSP zakupiło motopompę M-800 „Leopoldia”.
- 21 października 1984 – powołano Komitet Budowy Domu Strażaka w Gomulinie.
- 1988 – ukończono budowę nowej remizy.
- Czerwiec 1991 – jednostka otrzymała nowy wóz bojowy Star 244.
- 28 sierpnia 1994 – OSP w Gomulinie została gospodarzem pierwszych w województwie piotrkowskim uroczystości „Dożynek Gminno-Parafialnych – Plon 94”.
- 29 lipca 1997 – Komendant Główny Państwowej Straży Pożarnej nadbryg. Ryszard Korzeniewski włączył Ochotniczą Straż Pożarną w Gomulinie jako pierwszą w gminie Wola Krzysztoporska do Krajowego Systemu Ratowniczo-Gaśniczego.

## Orkiestra dęta Gomulin
W Gomulinie istnieje również orkiestra dęta, licząca 30 członków. Orkiestra została założona w 1894 roku i do tej pory osiąga liczne sukcesy na powiatowych i gminnych przeglądach. Orkiestra czynnie uczestniczy w życiu parafialnym wsi. Uświetnia również wiele uroczystości strażackich na terenie gminy i powiatu. 17 marca 2009 roku w Piotrkowie Trybunalskim uczestniczyła w powitaniu prezydenta RP Lecha Kaczyńskiego.